# Bolesław Stefański
W 2023 r. miała miejsce premiera filmu dokumentalnego pt. Sumienie Hioba. Rzecz o ks. Bolesławie Stefańskim: https://www.youtube.com/watch?v=jvFABIxD29w&t=8s
Bolesław Stefański (ur. 17 września 1910 w Kochowie k. Garwolina, zm. 8 lutego 1964) – ksiądz rzymskokatolicki, kapelan AK, partyzant, członek podziemia antykomunistycznego, represjonowany przez UB po II wojnie światowej, kawaler orderu Virtuti Militari IV klasy.

## Życiorys
Bolesław Stefański urodził się 17 września 1910 w Kochowie koło Garwolina w rodzinie chłopskiej. W 1931 ukończył Gimnazjum św. Stanisława Kostki w Warszawie, następnie rozpoczął studia na Wydziale Matematyczno–Przyrodniczym Uniwersytetu Warszawskiego, po uzyskaniu absolutorium z chemii wstąpił do Metropolitalnego Seminarium Duchownego w Warszawie. W lipcu 1939 r. przyjął święcenia kapłańskie. 1 sierpnia został wikarym w Kocierzewie koło Łowicza. W czerwcu 1940 został wikarym w Sochaczewie, od 1941 był kapelanem szpitala i więzienia oraz prefektem Szkoły Handlowej w Grójcu. Po rozpoczęciu okupacji hitlerowskiej podjął działalność konspiracyjną jako członek ZWZ, na przełomie 1940 i 41 został członkiem konspiracyjnego Stronnictwa Narodowego, w 1942 został prezesem powiatowym organizacji w Grójcu. Uczestniczył w wydawaniu pism konspiracyjnych „Na Posterunku” i „Służba”, prowadził nasłuch radiowy, udzielał pomocy Żydom. W 1944 poszukiwany przez hitlerowców wyjechał do Warki, gdzie wstąpił do oddziału partyzanckiego AK. Za zasługi w walce partyzanckiej został uhonorowany Krzyżem Virtuti Militari IV klasy. Oddział został rozformowany we wrześniu 1944. Do końca wojny służył jako wikary w Górcach pod Warszawą, po zajęciu przez Sowietów stolicy został wikarym parafii św. Józefa na warszawskim Kole. Działał w antykomunistycznym podziemiu, zdobywał broń, pieniądze i niósł pomoc konspiracyjnym żołnierzom. W grudniu 1945 mianowany na komendanta Pogotowia Akcji Specjalnej w Warszawie. W styczniu 1946 zorganizował akcję uwolnienia ze szpitala aresztowanego żołnierza podziemia. W połowie marca 1946 zagrożony aresztowaniem ukrywał się, 1 czerwca 1946 został raniony i aresztowany przez UB. Poddany torturom, stracił nogę. Został postawiony przed Wojskowym Sądem Rejonowym w grudniu 1946, został skazany na karę śmierci. Najwyższy Sąd Wojskowy wyrok utrzymał w mocy. 2 stycznia 1947 prośbę o ułaskawienie wystosowaną przez proboszcza ks. Jana Sitnika odrzucił prezydent KRN Bolesław Bierut. Po dalszych prośbach 28 stycznia 1947 Bierut ułaskawił go, zamieniając karę śmierci na dożywotnie więzienie. W następnym miesiącu wskutek amnestii, kara została skrócona do 15 lat pozbawienia wolności. Schorowany ksiądz odzyskał wolność 14 lutego 1954. Zmarł 8 lutego 1964, pochowany został w Maciejowicach.
Był pierwszym księdzem skazanym przez Wojskowy Sąd Rejonowy w Warszawie na karę śmierci, mimo że nikogo nie zabił ani nie popełnił żadnej zbrodni. W 1992 sąd orzekł nieważność wyroku opartego na oskarżeniu o "próbę obalenia ustroju" i orzekł, że ksiądz prowadził "działalność na rzecz niepodległego bytu Państwa Polskiego".

## Odznaczenia
- Krzyż Złoty Orderu Virtuti Militari
- Krzyż Komandorski Orderu Odrodzenia Polski – 2025, pośmiertnie[3]
- Złota Odznaka „Za zasługi dla więziennictwa” – 2024, pośmiertnie[4]